# Status quo ante
Status quo ante (łac. „dawniejszy stan rzeczy”, „poprzedni stan rzeczy”) – fraza łacińska.
Termin ten używany jest zazwyczaj jako paremia prawnicza. Zastosowanie znajduje w umowach, także międzynarodowych. Przeważnie używa się tych słów jako przeciwieństwo dla frazy status quo, która znaczy „obecny stan rzeczy”.
Dość często można spotkać status quo ante w połączeniu ze słowem bellum (wojna). Powstałe w ten sposób wyrażenie – status quo ante bellum (przedwojenny stan rzeczy) – sygnuje dużą liczbę dawniejszych traktatów pokojowych.